# قطعنامه ۱۵۰۵ شورای امنیت
قطعنامه ۱۵۰۵ شورای امنیت سازمان ملل متحد که در تاریخ ۰۴ سپتامبر ۲۰۰۳ تصویب شد، سندی بین‌المللی دربارهٔ دادگاه جنایی بین‌المللی برای رواندا است. این قطعنامه طی نشست ۴۸۱۹ام با ۱۵ رای موافق، ۰ مخالف و ۰ ممتنع تصویب شد.